# Будеаса Мика (Арђеш)
Будеаса Мика (рум. Budeasa Mică) насеље је у Румунији у округу Арђеш. Oпштина се налази на надморској висини од 455 m.

## Становништво
Према подацима из 2002. године у насељу је живело 758 становника, од којих су сви румунске националности.